# Центральна жіноча школа снайперської підготовки
Центральна жіноча школа снайперської підготовки (ЦЖШСП) — військовий навчальний заклад при Головному Управлінні Всевобуча (ГУВВО) НКО СРСР у 1943—1945 роках.
Спочатку розміщувалася в селищі Вешняки, з 5 червня 1943 — в селищі Амерево Щілківського району Московської області (нині — в межах міста Щілково), звідки була переведена в Подільськ. За час існування школи (7 випусків) підготовлено 1061 снайпер та 407 інструкторів снайперської справи. Дві вихованки школи були нагороджені званням Героя Радянського Союзу.
У Російській Федерації наказом міністра оборони особам жіночої статі заборонено заміщення військової посади Снайпер.

## Історія
20 березня 1942 року наказом НКО СРСР було створено школу інструкторів-снайперів при Головному Управлінні Всевобуча (ГУВВО), яка розпочала заняття з першим набором курсантів 18 квітня. У школу були мобілізовані інструктори-снайпери не молодші 20 років, фізично здорові, відмінні стрілки, що пройшли 110-годинну програму Всевобуча, з освітою не нижче 7 класів.
3 травня відбулося урочисте відкриття школи з парадом особового складу та прийняттям військової присяги.
27 листопада 1942 року наказом НКО СРСР школа інструкторів-снайперів реорганізована до Центральної школи інструкторів снайперської підготовки (ЦШІСП) при ГУВВО НКО СРСР. За неї були сформовані жіночі курси відмінних стрільців снайперської підготовки з 3-місячним терміном навчання. 7 грудня ЦК ВЛКСМ прийняв ухвалу про заклик на снайперські курси комсомолок.
2 лютого 1943 року особовий склад ЦШІСП та жіночих курсів відмінних стрільців снайперської підготовки внесли свої заощадження (69 260 рублів) на виробництво снайперських гвинтівок.
5 лютого 1943 року в селищі Косіно було відкрито снайперський полігон.
21 травня 1943 року наказом НКО СРСР за № 0367 жіночі курси при ЦШІСП перетворені на Центральну жіночу школу снайперської підготовки (ЦЖШСП), в якій до 25 червня було сформовано два батальйони та окрема рота інструкторів снайперської справи, всього 1120 курсанток.
5 червня 1943 року Центральну жіночу школу снайперської підготовки була переведена з селища Вешняки в селище Амерево Шовківського району Московської області, де 7 червня розпочала планові заняття. Дівчат-курсанток навчали діяти у військових обставинах: стріляти, повзати по-пластунськи, маскуватися, окопуватися, надавати першу медичну допомогу, діяти у протигазі, розбирати та збирати гвинтівку, приймати самостійні рішення в умовах бою. Багато уваги приділялося психологічній підготовці і вихованню витривалості.
22-23 червня 1943 року у складі першого випуску ЦЖШСП було направлено:
- на укомплектування посад молодшого командного складу школи — 125 осіб;
- на Калінінський фронт — 50 осіб;
- на Північно-Західний фронт — 54 снайперок.

У перший же день «полювання» єфрейтор Скрипочкіна вбила двох гітлерівців, Бєлоусова і Галиня по одному, сержант Крамерева і єфрейтори Бичкова і Комарова за перші два дні «полювання» знищили також по два гітлерівці. Честь і слава дівчатам-патріоткам, які очищають радянську землю від фашистської зарази!
— Дівчата-снайпери винищують ворога. / армійська газета "Фронтовик" 3-ї ударної армії, серпень 1943 року
25 липня відбувся другий набір курсанток ЦЗШСП. За відмінну підготовку дівчат-снайперів ЦЖШСП було вручено пам'ятний Червоний прапор ЦК ВЛКСМ. 6 вересня за успішну роботу з підготовки снайперів для Червоної Армії Секретаріат ЦК ВЛКСМ ухвалив рішення нагородити командний, політичний та викладацький склад ЦЖШСП іменними годинниками.
11 вересня 1943 року ЦЖШСП переїхала з літнього табору Амерево на зимові квартири на станцію Силікатна, у селище цементного заводу Подільського району Московської області. Бараки курсантки будували самотужки.
25 жовтня 1943 року 17 сержанткам ЦЖШСП, які склали екстерном іспити при Московському піхотному училищі, було присвоєно звання молодшого лейтенанта.
21 січня 1944 року Секретаріат ЦК ВЛКСМ за відмінні показники у бойовій та політичній підготовці нагородив сержантський та офіцерський склад снайперів-інструкторів ЦЖШСП почесними грамотами, іменними снайперськими гвинтівками та іменними наручними годинниками. 24 січня начальник Головного управління Всевобуча генерал-майор М. М. Пронін вручив школі Червоний прапор Президії Верховної Ради СРСР.
27 січня 1944 року 121 вихованка окремої інструкторської роти ЦЖШСП була відряджена в розпорядження штабів Західного та Північно-Західного фронтів. 17 лютого 1944 року надійшов лист начальника політвідділу 54-ї окремої стрілецької бригади підполковника Єфімова про подвиг випускниці школи Алії Молдагулової та про подання її до звання Героя Радянського Союзу (посмертно).
6 березня 1944 року за відмінні показники в бойовій та політичній підготовці, відмінне несення служби та зразкову дисципліну 56 офіцерів, сержантів та рядових ЦЖШСП були нагороджені нагрудними знаками «Відмінник РКЧА». Наказом по школі для увічнення пам'яті вихованки школи старшини Л. Я. Масальської, яка загинула в бою за Батьківщину, її нагрудний знак «Відмінник РКЧА» був встановлений на спеціальній дошці в клубі школи.
12 березня 1944 року випускниці школи були направлені:
- у розпорядження начальника штабу Карельського фронту — 150 осіб;
- у розпорядження начальника штабу 2-го Прибалтійського фронту — 75 осіб;
- у розпорядження начальника штабу Західного фронту — 200 осіб;
- у розпорядження начальника штабу 1-го Прибалтійського фронту — 75 осіб;
- у розпорядження начальника штабу 1-го Білоруського фронту — 85 осіб.

8 березня 1944 року за відмінну бойову та політичну підготовку Секретаріат ЦК ВЛКСМ нагородив курсанток, офіцерів, сержантів та рядовий склад ЦЖШСП: почесними грамотами ЦК ВЛКСМ — 36 осіб, іменними снайперськими гвинтівками — 16 осіб — іменними годинниками.
1 травня 1944 року відбувся третій набір курсанток до школи, з прийняттям військової присяги та парадом. 21 травня 1944 року до роковин школи 40 офіцерів та сержантів ЦЖШСП були нагороджені нагрудним знаком «Відмінник РКЧА». З нагоди річниці школи та для передачі бойового досвіду з 20 травня по 6 червня із Західного, 3-го Білоруського, 1-го та 3-го Прибалтійських фронтів до ЦЖШСП прибули 22 дівчини-снайпери.
10 серпня 1944 року ЦК ВЛКСМ прийняв постанову про мобілізацію дівчат-комсомолок у ЦЖШСП і зобов'язав 16 обласних організацій ВЛКСМ мобілізувати 360 дівчат-комсомолок з-поміж тих, хто закінчили комсомольсько-молодіжні підрозділи снайперів у системі Всевобуча.

25 листопада 1944 року 559 дівчат-снайперок виїхали до діючої армії. На мітингу комсорг роти старший сержант І. Константинова, нагороджена іменною гвинтівкою ЦК ВЛКСМ, заявила:
Дорогі друзі, я їду на фронт із грізною зброєю — снайперською гвинтівкою. Я клянуся, що честь і довіру, надані мені, не осоромлю. Буду нещадна до ворога. Буду винищувати фашистів вдень і вночі до повної перемоги над окупантами.

21 лютого 1945 року 149 інструкторів-снайперів та 262 снайперки, які закінчили ЦЖШСП, були направлені в діючі частини:
- 1-го Білоруського фронту — 35 інструкторів та 60 снайперок;
- 2-го Білоруського фронту — 35 інструкторів та 52 снайпери;
- 1-го Українського фронту — 40 інструкторів та 70 снайперок;
- 4-го Українського фронту — 39 інструкторів та 80 снайперок.

У період з 15 березня по 10 травня 1945 року школу було розформовано, а частину особового складу ЦЖШСП передано курсам удосконалення офіцерів Всевобуча НКО СРСР. 106 дівчатам, які екстерном склали іспити при Московському піхотному училищі імені Верховної Ради СРСР, присвоєно звання молодшого лейтенанта.

## Керівний склад
Начальники школи:
- Кольчак Микола Миколайович, полковник (23 травня 1943 — 24 травня 1944)
- Русин Олексій Ілліч, майор (24 травня 1944 — 13 червня 1944; тимчасово виконує справи)
- Рибченков А. М., полковник (13 червня 1944 — 30 квітня 1945)
- Маркін Михайло Іванович, підполковник (30 квітня 1945 — 10 травня 1945; тимчасово виконуючий обов'язки)

Начальниці політвідділу:
- майор Никифорова Катерина Никифорівна (травень — вересень 1943).
- Мурманцева Віра Семенівна (з вересня 1943)

Заступниці начальника ЦЖШСП із комсомолу:
- Корнєва Ніна Олександрівна
- Соловей Ніна Сергіївна

Командирами батальйонів та рот були фронтовики-чоловіки, які прибули з госпіталів: Крепс Н. Р., Пащенко Б. О., Карпенко О. М., Большаков До. К., Мілен Я. н. та інші.
Першими командирами взводів були колишні інструктори «Осоавіахіма» Пєтухова О. Н., Морозова А., Мудрецова І. С., Малікова О., Успенська О. З., Іванов І., Захваткін У., Ураков М. С., Кондратьєв Ст. та інші.

## Відомі вихованки
Дві вихованки школи були нагороджені званням Героя Радянського Союзу. 15 снайперок нагороджено орденом Слави II та III ступенів, 113 — орденом Слави III ступеня і 50 — двома і більше орденами.
| Нагорода                                            | П. І. Б.                         | Посада | Звання                   | Дата нагородження              | Примітки                    |
| --------------------------------------------------- | -------------------------------- | --- | ------------------------ | ------------------------------ | --------------------------- |
|                                                     | Барамзіна Тетяна Миколаївна      | снайперка, потім телефоністка 3-го стрілецького батальйону 252-го стрілецького полку 70-ї стрілецької дивізії | єфрейтор                 | 24 березня 1945 (посмертно)    | загинула 5 липня 1944 року  |
|                                                     | Молдагулова Алія Нурмухамбетівна | снайперка 54-ї окремої стрілецької бригади                                                                    | єфрейтор                 | 4 червня 1944 року (посмертно) | загинула 14 січня 1944      |
| Орден Слави ІІІ ступеня, медаль «За бойові заслуги» | Москвичова Серафима Василівна    | снайперка 70-ї стрілецької дивізії                                                                            | єфрейтор                 | 1944 (посмертно) 30.04.1944    | загинула 12 липня 1944 року |
| Ордени Слави II та III ступеня                      | Шаніна Роза Єгорівна             | снайперка 184-ї стрілецької дивізії                                                                           | старший сержант          | 18 червня 1944 22 вересня 1944 | загинула 28 січня 1945      |
| Орден Червоного Прапора                             | Шляхова Олександра Миколаївна    | снайперка 21-ї гвардійської стрілецької дивізії                                                               | гвардії молодший сержант | 26 січня 1944                  | загинула 7 жовтня 1944      |

## Нагороди та почесні найменування
- Пам'ятний Червоний прапор ЦК ВЛКСМ (25 липня 1943) — за відмінну підготовку снайперів;
- Червоний прапор Президії Верховної Ради СРСР (24 січня 1944 року)

За відмінну підготовку дівчат-снайперів від командирів частин і з'єднань 5-ї, 8-ї, 14-ї, 31-ї, 47-ї армій, 1-ї, 3-ї та 4-ї ударних армій до школи приходили сотні подяк. Деякі подяки:
Дякуємо вам, а у Вашій особі всьому інструкторсько-педагогічному складу за те, що Ви виховали чудових бійців, які знищують ворога в найскладніших умовах. Вони служать Батьківщині вірою і правдою…

… Високий клас підготовки й велика військова майстерність дівчат-снайперів — ось оцінка, яку підказує загальний підсумок, — 182 солдати й офіцери супротивника вже не топчуть землю нашої прекрасної Батьківщини.
— Начальник штабу 1104-го стрілецького полку майор Безніско, 16 травня 1944 року

… Ваші вихованці за півторамісячний термін перебування в дивізії винищили 225 німецьких солдатів і офіцерів. Найбільший рахунок у Рижової — 16, Суворової — 15, Андріанової — 13. За зразкове виконання завдань командування троє нагороджені орденом Червоної Зірки, двом вручено орден Слави III ступеня.
— Командир 331-ї стрілецької Червонопрапорної дивізії гвардії генерал-майор Берестов, 22 травня 1944 року

… У складних умовах і за обстановки, що швидко змінюється, дівчата-снайпери проявили винахідливість при виборі вогневих позицій і показали вміння влучно вражати ціль.
— Член Військової Ради 3-го Прибалтійського фронту генерал-лейтенант Рудаков, вересень 1944 року

## Пам'ять
- Протягом 15 років Раду ветеранів ЦЖШСП очолювала Є. А. Никифорова, потім її змінила М. З. Соловей. Завдяки зусиллям секретаря Ради ветеранів Є. С. Успенської всі випускниці снайперської школи отримали можливість спілкування між собою — регулярно проводилися зльоти колишніх снайперок. Велася також військово-патріотична робота з молоддю.[6]
- З ініціативи Ради ветеранів на початку 1960-х років у школі № 73 Кунцевського району міста Москви було створено Музей бойової слави, який став центром вивчення бойового шляху випускниць Центральної жіночої школи снайперської підготовки. Піонерські загони цієї школи носили імена дівчат-снайперок — Героїв Радянського Союзу Алії Молдагулової, Тетяни Барамзіної, Наталії Ковшової, Марії Поліванова, комсорга Олександри Шляхової.[6]
- 2005 року в м. Подольську вийшла книга «…І в снайперському прицілі є добро», в якій систематизовано відомості про Центральну жіночу снайперську школу, наведено спогади ветеранок, що залишилися живими; книга ілюстрована фотографіями воєнних років.[3]

## У мистецтві
- «Снайпери», реж. Болотбек Шамшієв. СРСР, 1985.
- «Мета бачу», реж. Євген Сокуров, Росія, Україна, 2013 року.